# شيفان وليامز
شيفان وليامز (بالإنجليزية: Siobhan Williams)‏ هي ممثلة بريطانية، ولدت في 6 مايو 1991 في كامبريدج في المملكة المتحدة.

## وصلات خارجية
- شيفان وليامز على موقع IMDb (الإنجليزية)
- شيفان وليامز على موقع ألو سيني (الفرنسية)
- شيفان وليامز على موقع أول موفي (الإنجليزية)
- شيفان وليامز على موقع قاعدة بيانات الفيلم (الإنجليزية)
- شيفان وليامز على موقع كينوبويسك (الروسية)